# D.B. Sweeney
Daniel Bernard Sweeney (ur. 14 listopada 1961 w Shoreham) – amerykański aktor, reżyser, producent filmowy i scenarzysta pochodzenia irlandzkiego.

## Filmografia
Filmy
- 1986: Żądza władzy (Power) jako student college’u
- 1987: Ziemia poza prawem (No Man’s Land) jako Benjy Taylor
- 1990: Ślicznotka z Memphis (Memphis Belle) jako porucznik Phil Lowenthal, nawigator
- 1995: Współlokatorzy (Roommates) jako Michael Holzcek
- 1995: Trzy życzenia (Three Wishes) jako Jeffrey Holman
- 1997: Spawn jako Terry Fitzgerald
- 1999: Kariera Dorothy Dandridge (Introducing Dorothy Dandridge, TV) jako Jack Denison
- 2000: Dinozaur (Dinosaur) jako Aladar (głos)
- 2003: Mój brat niedźwiedź (Brother Bear) jako Sitka (głos)
- 2004: Ucieczka w milczenie (Speak) jako Jack Sordino, ojciec Melindy
- 2004: Zapasy z życiem (Going to the Mat, TV) jako trener Rice
- 2008: Cud w wiosce Santa Anna (Miracle at St. Anna) jako pułkownik Driscoll
- 2008: Kosmiczna gorączka jako kapitan Steve O'Bannon
- 2011: Rekin z bagien (Swamp Shark, TV) jako Tommy Breysler
- 2012: Uprowadzona 2 (Taken 2) jako Bernie Harris
- 2015: Człowiek mafii (Heist) jako Bernie

Seriale TV
- 1994: Opowieści z krypty (Tales from the Crypt) jako Clyde
- 1995–1996: Dziwny traf (Strange Luck) jako Chance Harper
- 1999: Nowojorscy gliniarze (NYPD Blue) jako Joey Dwyer
- 1999–2000: Ryzykowna gra (Harsh Realm) jako Mike Pinocchio
- 2003: CSI: Kryminalne zagadki Miami (CSI: Miami) jako Simon Bishop
- 2004: CSI: Kryminalne zagadki Las Vegas (CSI: Crime Scene Investigation) jako Kyle Good
- 2004–2005: Life As We Know It jako Michael Whitman, ojciec Dina
- 2006: Dr House (House) jako Dylan Crandall
- 2006; 2008: Jerycho (Jericho) jako John Goetz
- 2008: Miasto gniewu (Crash) jako Peter Emory
- 2008: Uczciwy przekręt (Leverage) jako ks. Paul
- 2009: Zabójcze umysły (Criminal Minds) jako 	U.S. Marshal Sam Kassmeyer
- 2010: CSI: Kryminalne zagadki Nowego Jorku (CSI: NY) jako A.D.A. Craig Hansen
- 2010: 24 godziny (24) jako Mark Bledsoe
- 2010: Szpital Three Rivers (Three Rivers) jako detektyw Ted Sandefur
- 2010: The Event: Zdarzenie (The Event) jako Carter
- 2011: Hawaii Five-0 jako Richard Davis
- 2011: Castle jako detektyw Kyle Seeger
- 2011: Podkomisarz Brenda Johnson (The Closer) jako agent specjalny FBI Morris
- 2012: Vegas jako Peter Holm
- 2012–2013; 2016: Mroczne zagadki Los Angeles (Major Crimes) jako agent specjalny FBI Morris
- 2012–2013: Legenda Korry (The Legend of Korra) jako Aang (głos)
- 2013: Touch jako Howard Goss
- 2013: Betrayal jako Joseph Tanner
- 2013–2014: Dwóch i pół (Two and a Half Men) jako Larry
- 2015: Nocna zmiana (The Night Shift) jako Dick
- 2018: S.W.A.T. – jednostka specjalna (S.W.A.T.) jako wujek Ralph
- 2018: Ostre przedmioty (Sharp Objects) jako pan Keene
- 2020: Imperium (Empire) jako Elvis Stone